# Beukwortelzwam
De beukwortelzwam (Hymenopellis radicata) is een schimmel die behoort tot de familie Physalacriaceae. Hij leeft saprotroof op hout. Hij groeit in loof- en gemengde bossen, parken, botanische tuinen, langs wegen met rottende ondergrondse wortels, rottende stronken en hout bedekt met aarde, vooral vaak op beuken, eiken, haagbeuken en espenpopulieren. Hij produceert vruchtlichamen van juni tot november. Hij groeit vooral aan de stamvoet of op wortels van beuken, meestal op enige afstand van de boom.

## Kenmerken

### Uiterlijke kenmerken
Hoed
De dunvlezige hoed bereikt een diameter van 3 tot 8 centimeter, is op jonge leeftijd klokvormig en wordt later snel plat, heeft een soms uitgesproken bult en is radiaal golvend en gedeukt. Het oppervlak is dof en zeer licht als het droog is, slijmerig en glanzend als het nat is en licht geelachtig bruin tot oker of hazelnootbruin gekleurd.
Lamellen
De lamellen zijn witachtig en dik, staan ver weg en zijn recht tot uitpuilend aan de steel bevestigd. De randen zijn vaak donkerder van kleur.
Steel
De steel heeft een lengte van 8 tot 20 cm en een dikte van 5 tot 10 mm. De kleur is gelig-bruin, met een gestreepte, witte steeltop en een grijsbruine, tot 10 cm diep wortelende steelvoet.
Geur en smaak
Het vlees is wit. De geur is zwak fruitig. De smaak is mild.
Sporenprint
De sporenprint is wit. 

### Microscopische kenmerken
De sporen zijn breed ellipsvormig, langwerpig, glad, amyloïde en meten 12-18,5 × 9-12 µm. Clubvormige, uitpuilende cheilocystidia, afmeting 60–110 × 12–35 µm. Pleurocystidia zijn breed knotsvormig, breed afgerond, met afgeknotte toppen en meten 60-120 × 22-35 µm. In de hyfen zijn gespen aanwezig. Ze vertonen geen kleurreactie (inamyloïde) met jodiumchemicaliën.

## Verspreiding
De beukwortelzwam komt voor in Europa, Amerika en Australië. De soort is ook waargenomen in Japan, Algerije en Turkije. In Nederland komt de beukwortelzwam algemeen voor. Hij staat niet op de rode lijst en is niet bedreigd.

## Taxonomie
De officiële eerste beschrijving gaat terug naar Richard Relhan, die de soort beschreef als Agaricus radicatus in een eerste aanvulling op zijn hoofdwerk Flora cantabrigiensis - exhibens plantas agro cantabrigiensi indigenas, secundum systema sexuale digestas, gepubliceerd in 1786. Sindsdien is de soort in verschillende geslachten ondergebracht, waaronder de Oudemansiella en de Xerula. In 2010 werd het geslacht Hymenipellis opgericht, dat wordt gekenmerkt door een hoedhuid bestaande uit clavaatcellen, die ook als basidiolen in het hymenium worden gevonden. In verband met het Latijnse pellis (= bont) is de wetenschappelijke geslachtsnaam gebaseerd.

## Foto's

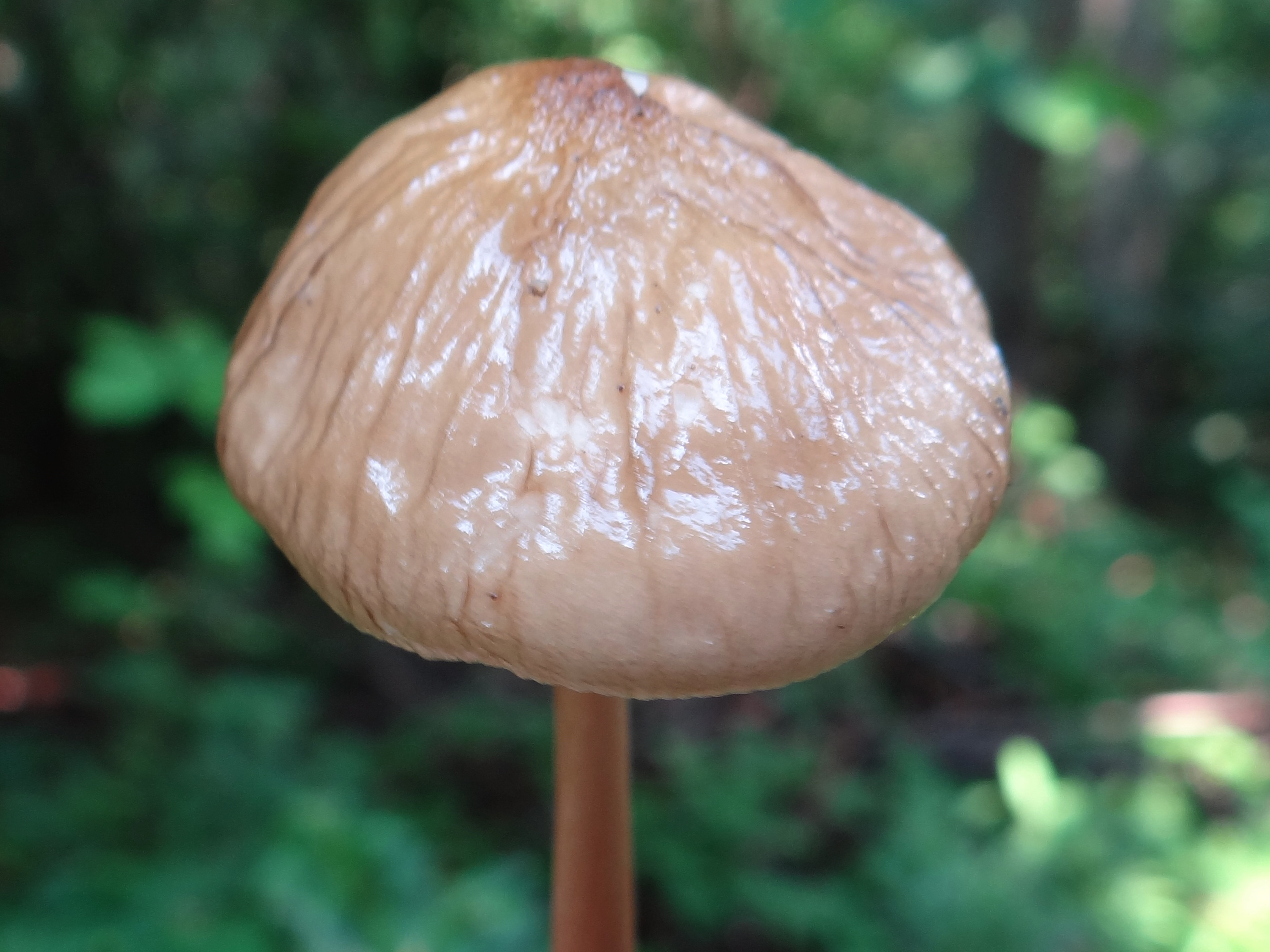
Hoed
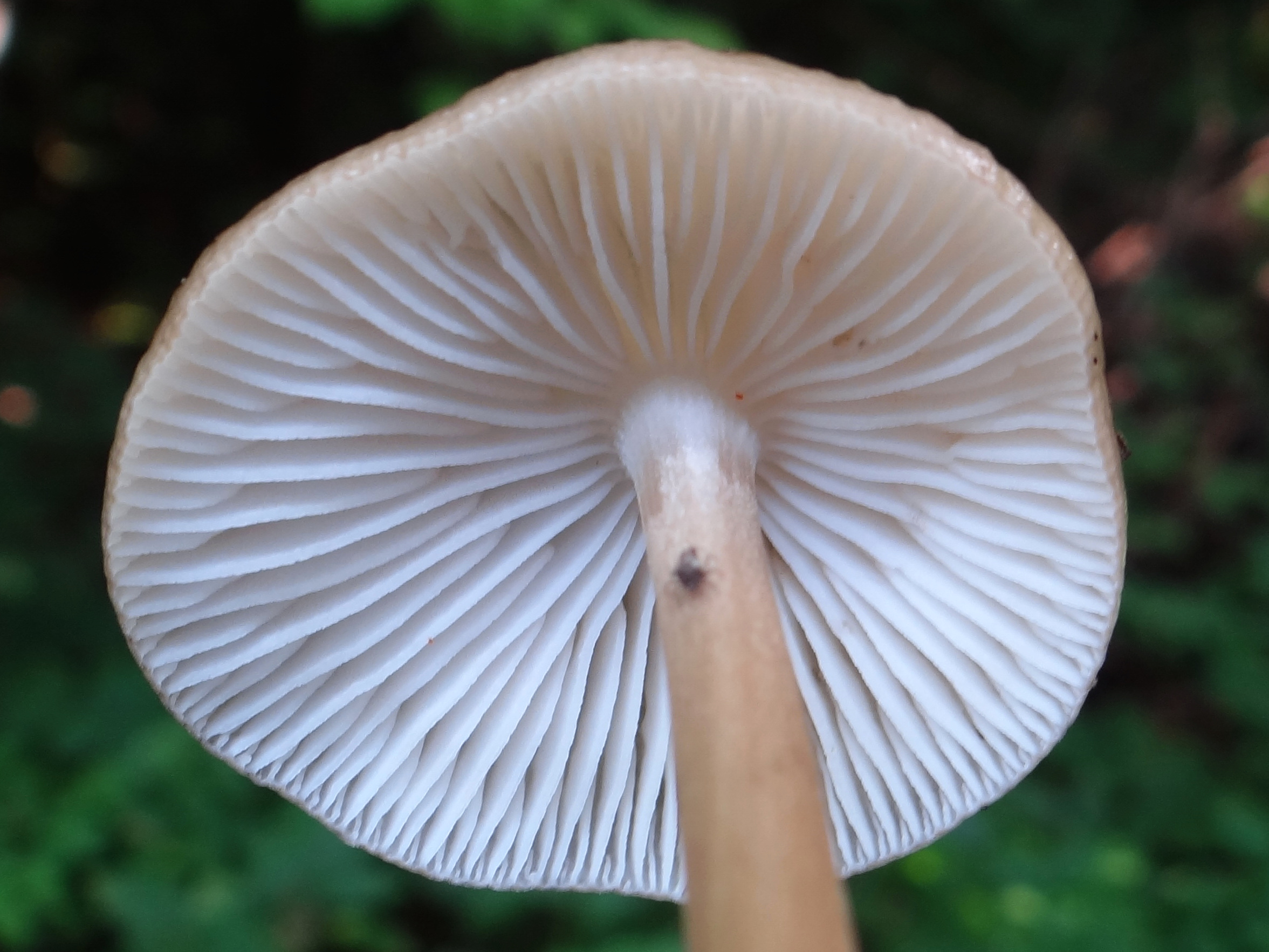
Lamellen